# Thionville
Thionville (niem. Diedenhofen) – miasto i gmina we Francji, w regionie Grand Est, w departamencie Mozela.
Wśród 2335 gmin Lotaryngii Thionville plasuje się na 3. miejscu pod względem liczby ludności, natomiast pod względem powierzchni na miejscu 11.
Na przełomie XIX i XX wieku – gdy rejon ten należał do Niemiec – wokół Thionville (niemiecka nazwa Diedenhofen) wzniesiono trzy bardzo nowoczesne grupy warowne (ten specyficzny typ fortyfikacji bywa nazywany Feste): Guentrange, Illange i Koenigsmacker. Zastosowane w nich rozwiązania znalazły swoje zastosowanie w późniejszej o ćwierć wieku Linii Maginota.
W latach 1912−1952 w mieście działała komunikacja tramwajowa.

## Bibliografia

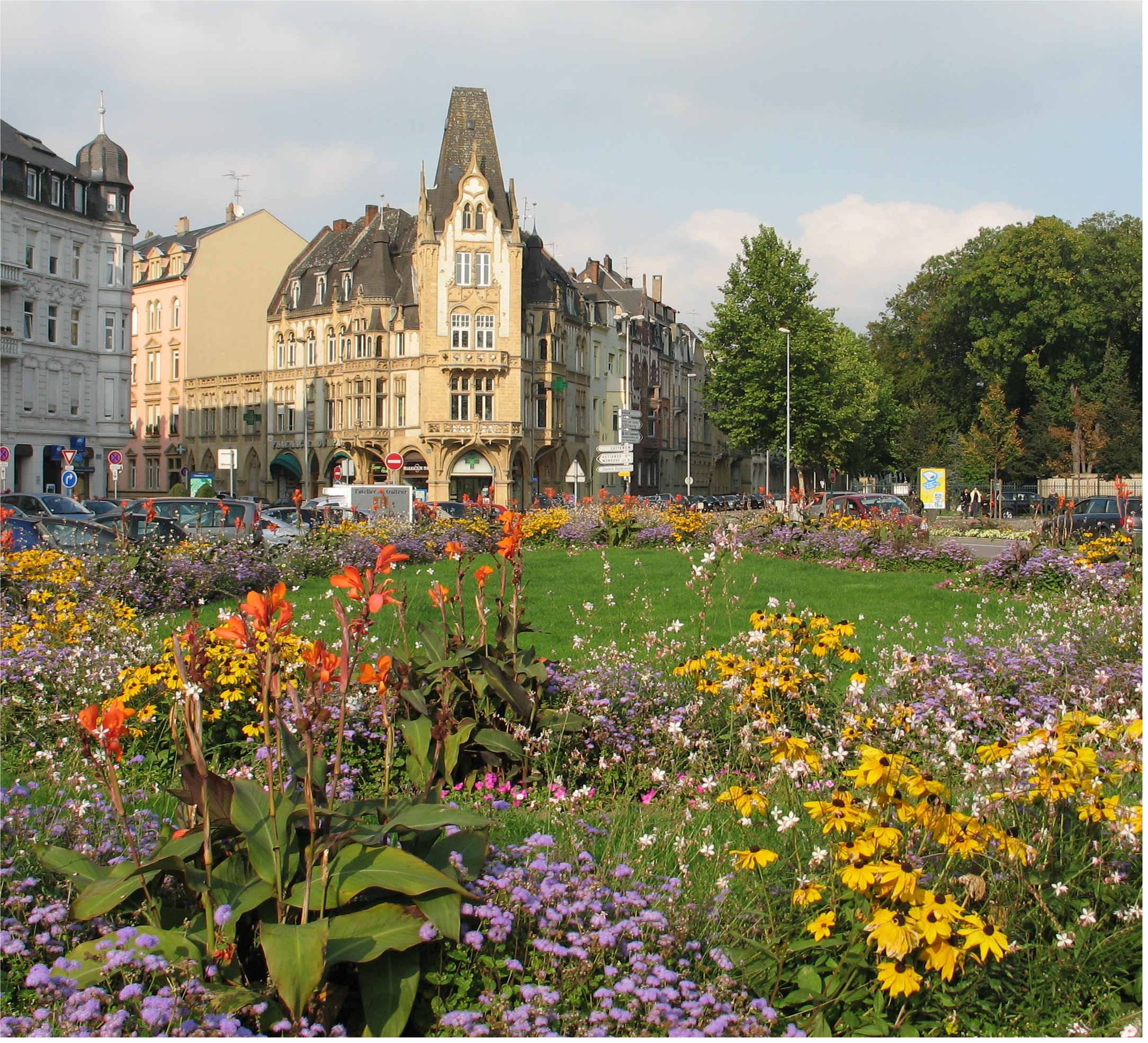
Plac Luksemburski w centrum miasta

## Zabytki
- kościół św. Maksymina

## Współpraca
- Gao, Mali